# Jorge Barbosa

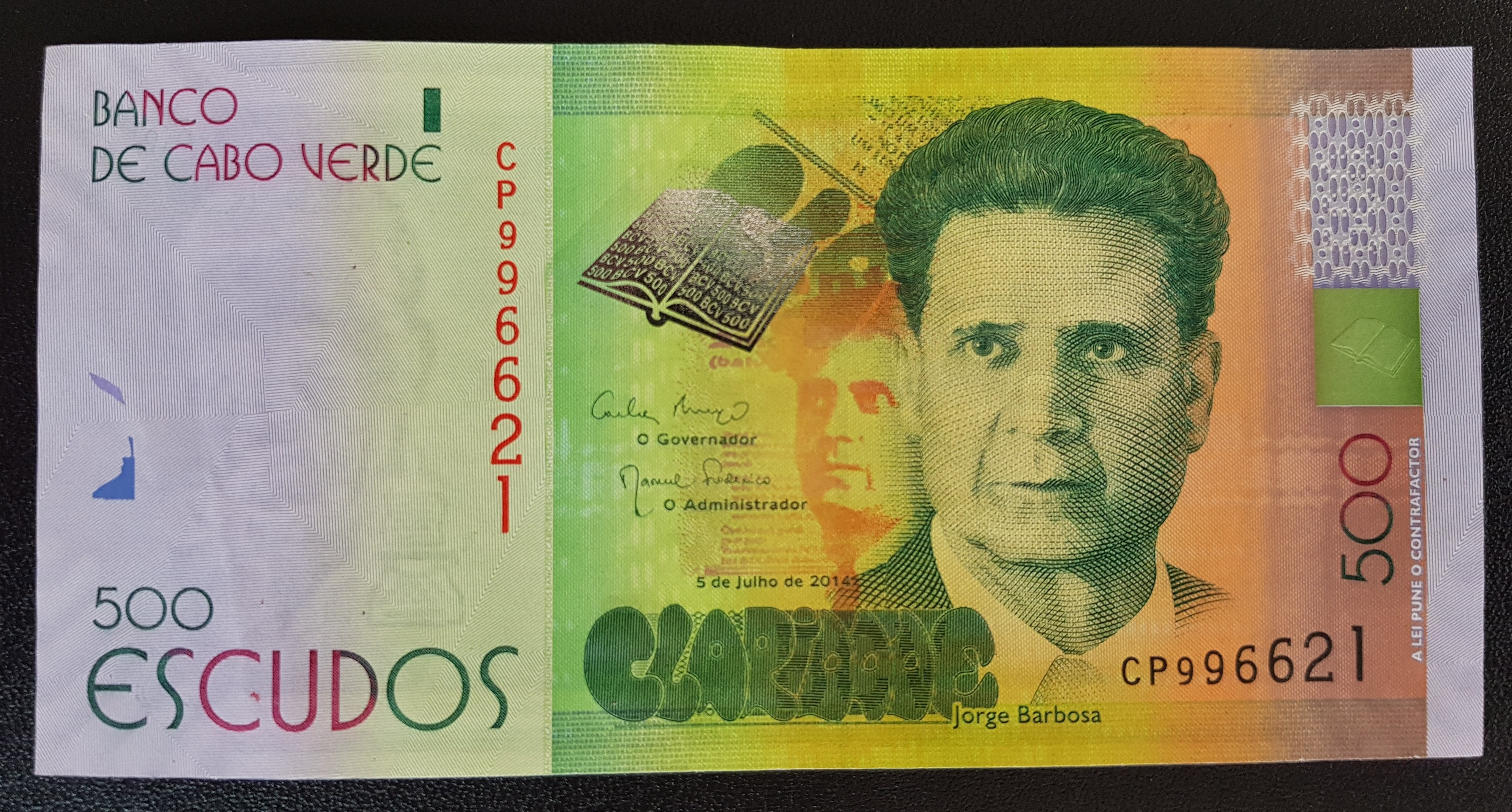
500-Escudo-Banknote aus Cabo Verde (Kapverden) mit dem Porträt von Jorge Barbosa auf der Vorderseite

Jorge Vera-Cruz Barbosa (* 25. Mai 1902 in Praia; † 6. Januar 1971 in Cova da Piedade) war ein kapverdischer Schriftsteller und  Dichter.

## Leben

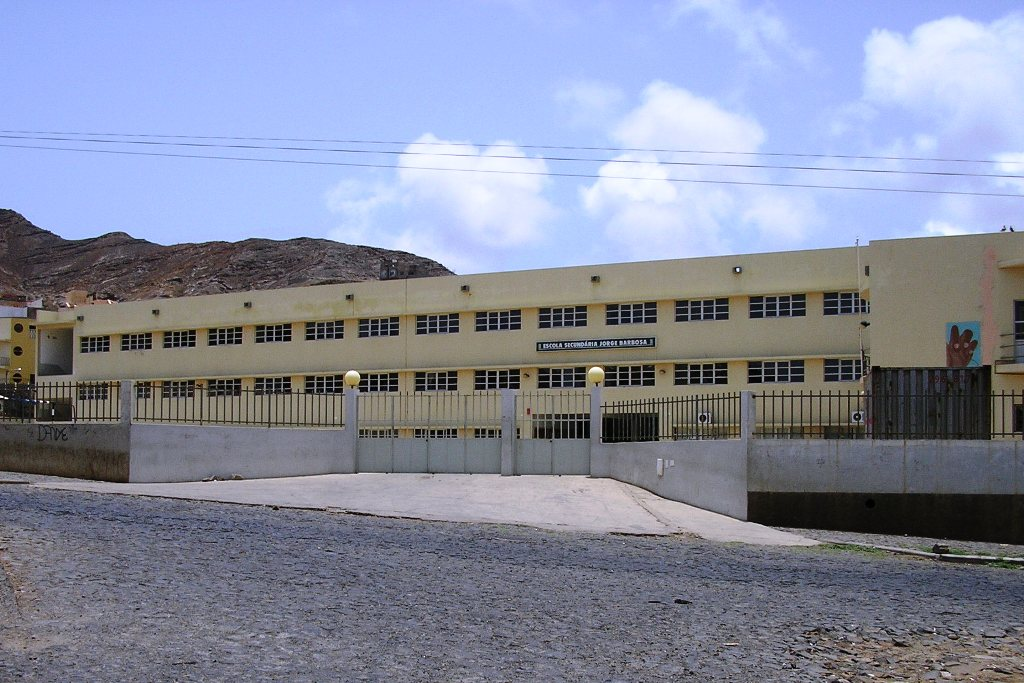
Sekundarschule Jorge Barbosa

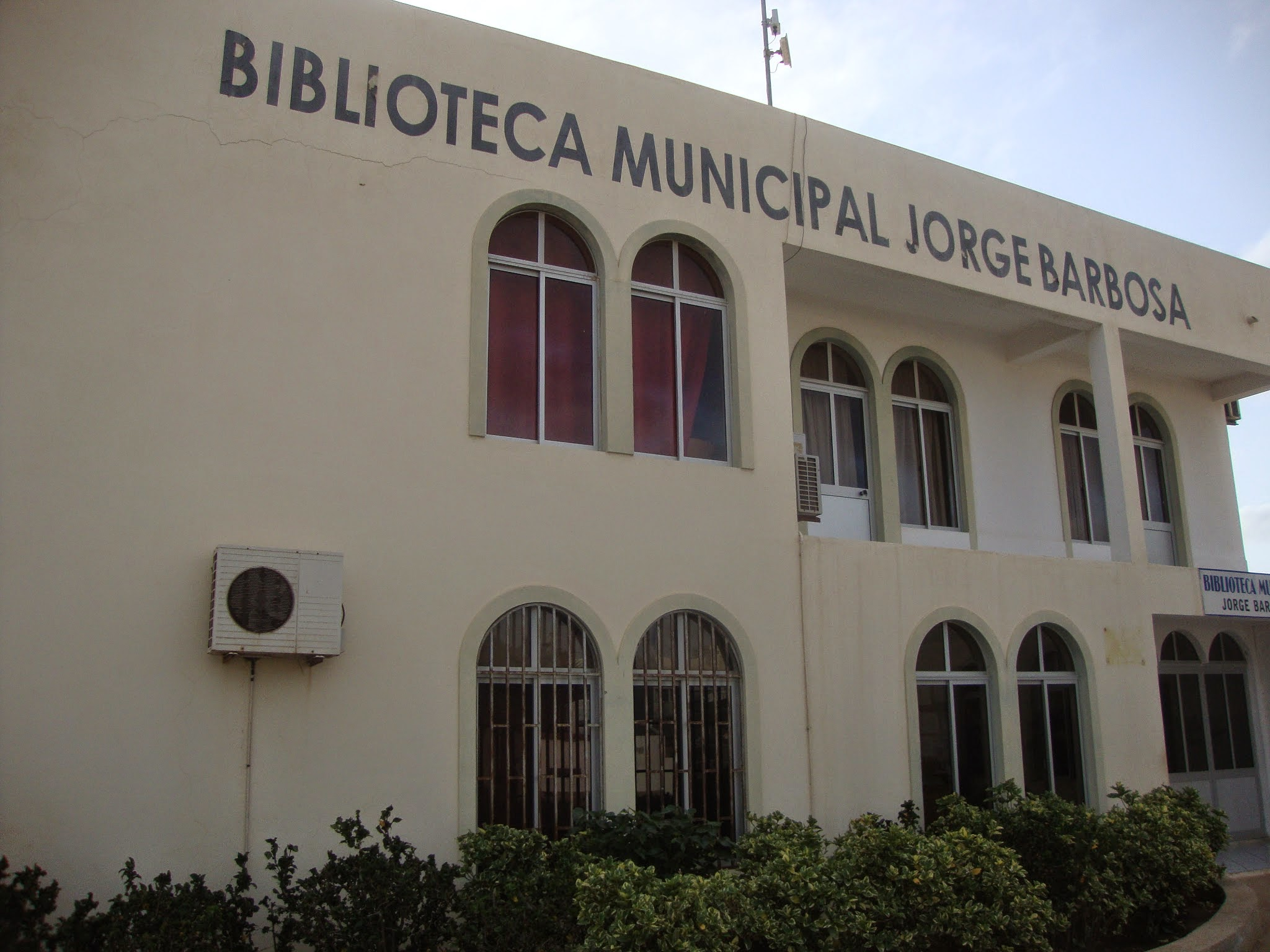
Gemeindebücherei Jorge Barbosa Espargos auf der Insel Sal

Jorge Barbosa wurde 1902 in der Stadt Praia auf der Insel Santiago in der damaligen portugiesischen Kolonie Kap Verde geboren. Bald zog er auf die Insel São Vicente um, wo er – außer den Studienjahren in Lissabon – seine frühen Jahre verbrachte.
Sein zweites Buch, Ambiente auch The Circle erschien 1941. Das dritte war 1955 ein Notizbuch unter dem Titel Caderno de um Ilhéu. Dieses gewann später den Camilo-Pessanha-Preis.
Neben den Büchern publizierte er Gedichte wie Meio Milémiio, Júbilo (Jubiläum), Panfletário (Büchlein) und Prelúdio (Vorspiel). Er lebte dann mehrere Jahre auf der Insel Sal und arbeitet dort als Angestellter im Zollhaus. Er starb 1971 in Cova da Piedade in Lissabon.

## Werke
- Archipelago (Archipel, 1935)
- Ambiente (auch The circle 1941)

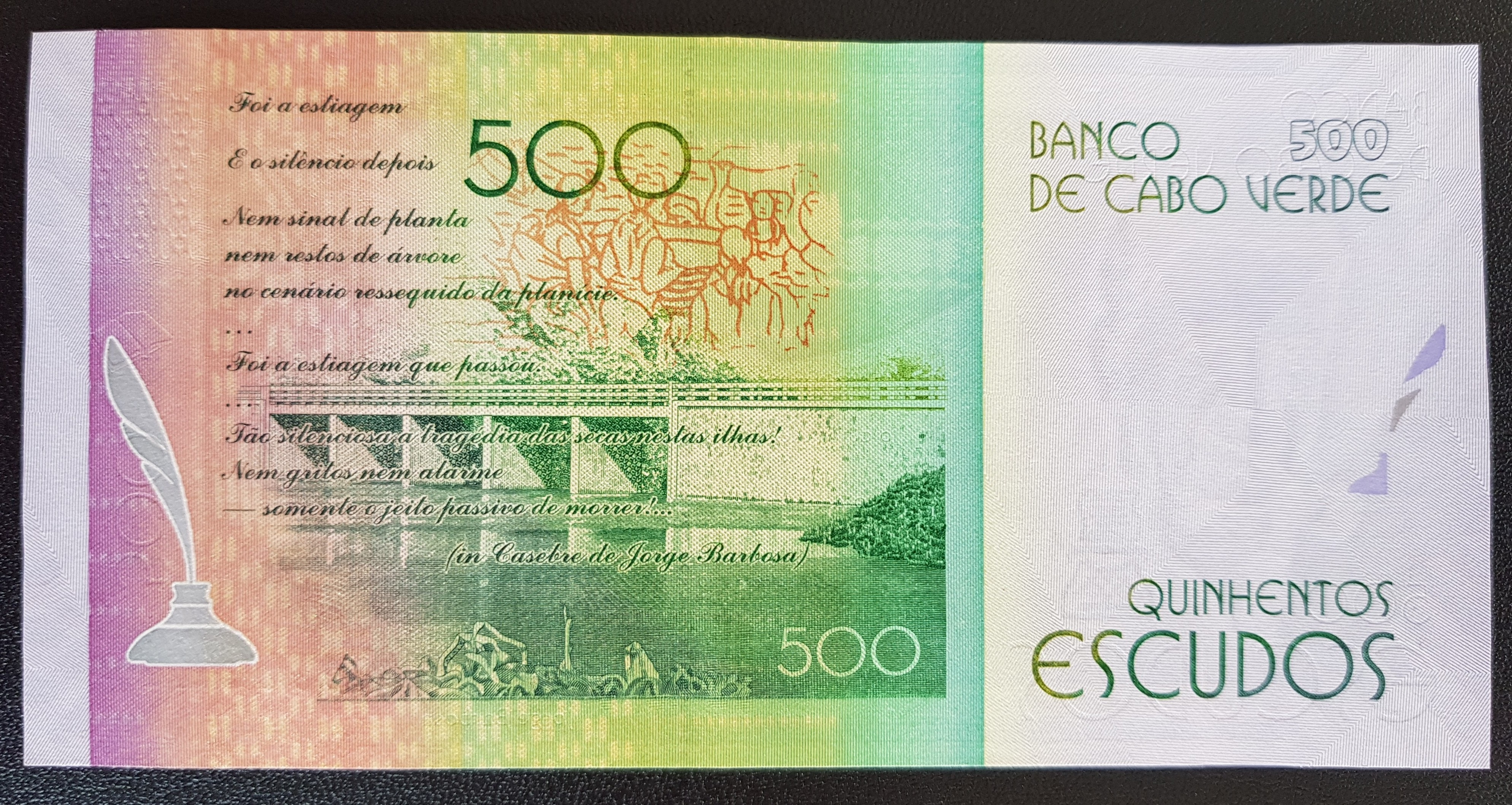
500-Escudo-Banknote aus Cabo Verde (Kapverden) mit Zeilen des Gedichts „Casebre“ von Jorge Barbosa auf der Rückseite

- Caderno de um Ilhéu (Tagebuch eines Inselbewohners, 1955)
- Gedichte, darunter Meio Milénio, Júbilo, Panfletário, Prelúdio, Tchapeu di padja

## Rezeption
Die Publikation seines ersten Werkes, der Anthologie Arquipélago (Archipel) im Jahre 1935 wird als Beginn einer eigenständigen kapverdischen Poesie angesehen. Mit Baltasar Lopes da Silva und Manuel Lopes gründete er 1963 die Literaturzeitschrift Claridade (Klarheit), die den Beginn der modernen kapverdischen Literatur darstellt. Die Schule Escola Jorge Barbosa in Mindelo auf São Vicente ist nach ihm benannt. Eine Straße im Süden von Praia (Avenida Jorge Barbosa) ist nach ihm benannt, ebenso die Gemeindebibliothek der Stadt Espargos in Sal.
Sein Gedicht Tchapeu di padja wurde 2000 durch Simentera im Album Cabo Verde em serenada vertont.
2003 war Barbosa auf einer kapverdischen Briefmarke abgebildet.
Sein Gedicht Prelúdio wurde auf der CD Poesia de Cabo Verde e Sete Poemas de Sebastião da Gama von Afonso Dias veröffentlicht.